# Итон, Питер Дэвид
Питер Дэвид Итон (англ. Peter David Eaton; род. 28 августа 1958, Вашингтон, округ Колумбия, США) —  иерарх Епископальной церкви, 4-й епископ Юго-Восточной Флориды с 9 января 2016 года.

## Личная жизнь
Родился 28 августа 1958 года в Вашингтоне, в семье Уэйда Итона и Джудит Мэри, урождённой Морс. Отец его был епископальным священником в диоцезе Пуэрто-Рико, а дед по линии матери известным политиком Уэйном Морсом, представлявшим в сенате США штат Орегон. Дядей Итона был Франсиско Рейс-Фройлан, возглавлявший диоцез Пуэрто-Рико с 1964 по 1989 год. Детство будущего епископа прошло в Сан-Хуане, на Барбадосе и в Великобритании. Помимо английского языка, свободно владеет испанским и французским языками, знает латынь, древнегреческий и древнееврейский языки. В 1982 году он защитил степень бакалавра гуманитарных наук Королевского колледжа в Лондоне и стал Ассоциированным сотрудником Королевского колледжа.
В сентябре 2004 года сочетался браком с Кейт Глисон — певицей и композитором, основателем и президентом «Мишхах» — организации, оказывающей помощь Церкви в создании новых приходов.

## Служение
В 1985 году Итон защитил степень бакалавра богословия в Куинз-колледже Кембриджского университета. Он прошёл пасторскую подготовку и получил богословский сертификат в Весткотт-Хаусе в Кембридже. 29 июня 1986 года епископ Франсиско Рейс-Фройлан рукоположил его в сан диакона в соборе Святого Иоанна в Сан-Хуане. 29 июня 1987 года Итон был рукоположен в сан священника в Кентерберийском соборе архиепископом Кентерберийским Робертом Ранси.
Местом его первого служения стала церковь Всех Святых в Мейдстоне, в графстве Кент. С 1989 по 1991 год он служил капелланом Колледжа Магдалины в Оксфорде, одновременно занимаясь исследованиями в области раннехристианской истории и литературы. С 1991 по 1995 год был помощником настоятеля церкви Святого Павла в Солт-Лейк-Сити, в штате Юта, а с 1991 по 2001 год — почётным каноническим богословом епископа Юты.  
В 1995 году Итон стал настоятелем церкви Святого Якова в Ланкастере, в штате Пенсильвания. В 2002 году его перевели на место декана собора Святого Иоанна в Денвере, в штате Колорадо. В 1995 и 2004 годах он работал адъюнкт-профессором в Иллиффской теологической школе в Денвере и научным сотрудником в Сьюанийской теологической школе в Сьюани, в штате Теннесси. 
9 мая 2015 года в Троицком соборе в Майами Итон, избранный в коадъюторы Юго-Восточной Флориды, был рукоположен в сан епископа примасом Епископальной церкви Кэтрин Джеффертс Шори, которой сослужили епископ Юго-Восточной Флориды Лео Фрейд, епископ Колорадо Роберт Джон О’Нил и тридцать девять других епископов, включая епископа Ганса Генри из Утрехтской Старокатолической Объединённой Церкви, епископа Гиваргезе Мар Теодозиуса из Сиро-Малабарской Церкви Святого Фомы, епископа Роберта Шифера из Евангелическо-лютеранской церкви в Америке и епископа Грэма Райтса из Моравской церкви в Северной Америке. Это была историческая литургия, поскольку впервые иерархи всех этих церквей сослужили с англиканскими иерархами, рукополагая епископального епископа.
9 января 2016 года состоялась интронизация Итона как епископа Юго-Восточной Флориды. 30 января 2016 года присутствовал на трёхчасовой службе в Троицком соборе в Майами, которая носила экуменический и межрелигиозный характер. На ней выступил с проповедью Роуэн Уильямс, архиепископ Кентерберийский. Присутствовали епископы со всей Епископальной церкви и других англиканских церквей со всего мира. Служба закончилась благословением города и звоном колоколов. Итона приветствовали мэр Майами Томас Педро Регаладо и конгрессмен Фредерика Уилсон. Регаладо представил прокламацию, объявляющую 30 января «Днем Питера Дэвида Итона» в Майами.